# Battance

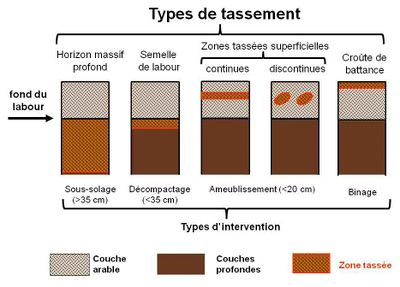
Types de compaction du sol en fonction de la profondeur d'occurrence et moyens mécaniques d'y remédier.

La battance est, en édaphologie, pédologie et écologie du paysage, le phénomène par lequel un sol tend à se désagréger sous l'action de la pluie puis à former une croûte superficielle lors du ressuyage. Ce phénomène est favorisé par des actions mécaniques inadéquates comme un affinage du sol trop prononcé après labour ou un piétinement du bétail important et peut être répété si des épisodes pluvieux se succèdent, aboutissant à une croûte feuilletée coriace. C'est une des expressions de la régression et dégradation des sols où se succèdent la disparition des agrégats et des pores puis la formation d'une croûte superficielle imperméable sur laquelle l’eau stagne ou ruisselle sans s'infiltrer. La battance freine la circulation de l’eau et de l’air en profondeur, ce qui a pour conséquence de limiter l’activité biologique et la croissance de la végétation. Une croûte de battance suffit à compromettre la levée d'une culture.
On parle aussi de vulnérabilité à la battance ou d'instabilité structurale des sols en surface. Il est possible de remédier à cette instabilité par des moyens tels que l'incorporation de matière organique, l'établissement de couverture végétale hors culture et l'évitement d'un travail du sol trop fin.  

## Mécanismes
(août 2024).
- Si vous ne connaissez pas le sujet, laissez ce bandeau (vous pouvez alors contacter les auteurs).
- Si vous supprimez le contenu mis en cause (vous pouvez préalablement contacter les auteurs),

argumentez précisément cette suppression dans la page de discussion
(un manque de référence n'est pas un argument ; une recherche réelle de référence doit avoir été effectuée, être formellement documentée).
La réorganisation des sols obéit aux lois de la sédimentation qui conduit à la formation d'un tri des particules en fonction de leurs caractéristiques : le ratio surface/poids est à l'origine de la création d'un gradient de vitesse de chute des particules dans l'eau. Les limons viennent alors s'empiler sur le sable. Cet empilement régulier induit alors un colmatage des pores.
Sur sol surpiétiné à la suite de la surfréquentation par le bétail ou l'homme, ou simplement mis à nu, une croûte superficielle peut se former et empêcher la pénétration de l'eau, tout en favorisant une déstructuration des horizons superficiels du sol. Une érosion accrue, la mauvaise circulation verticale de l'eau et de la vapeur d'eau, ainsi que de l'oxygène et du CO2 produits par les organismes du sol, entretiennent ce phénomène.
Sur sol labouré, avec la pluie, la pression interne des mottes augmente (bulles d'air piégées dans les pores qui se remplissent par capillarité) et la cohésion de la motte diminue, l'impact dû à l'énergie cinétique des gouttes casse les mottes. À chaque pluie dont l’énergie cinétique est plus importante que ce que peut tolérer le sol, il y aura un excès d'eau en surface qui engendrera le délitement des agrégats conduisant à la formation, d'une boue fine qui va cimenter en séchant les entrées capillaires du sol.
Avant tout, la sensibilité à la battance dépend des composants du sol. Les limons ont une faible stabilité structurale, ce qui fait des sols limoneux les plus sensibles à la battance. À l'inverse, l'argile, la matière organique et les ions calcium augmentent la stabilité structurale du sol et donc sa résistance à la battance.
Il est possible de calculer un indice de battance, issue des travaux de l'INRA de Laon, suivant les formules suivantes :
-si le pH eau du sol est supérieur à 7 {\displaystyle {\frac {1.5\times LF+0.75\times LG}{A+10\times MO}}-0.2\times (pH-7)}
-si le pH eau du sol est inférieur ou égal à 7  {\displaystyle {\frac {1.5\times LF+0.75\times LG}{A+10\times MO}}}
où LF est la teneur du sol en limons fins, LG la teneur en limons grossiers, A la teneur en argile, MO la teneur en matière et organique et pH le pH eau.
Plus l'indice est élevé, plus le risque de battance est fort.
A noter que d'après les travaux de Claire Chenu et al 2000 , la battance sera quasi systématique lorsque la teneur en matière organique est proche de 1.5%. C'est d'ailleurs bien souvent à ce moment-là que les agriculteurs mettent ces sols en vente ou bien se remettent en question et choisissent de les régénérer comme ce fût le cas de Gabe Brown qui l'explique dans son livre "From Dirt to Soil". En France, on peut citer les publications de Christian Abadie ou Frédéric Thomas (directeur de la revue TCS).)
La teneur en glomaline aura également une très forte influence sur la capacité du sol à se réorganiser. Il s'agit d'une véritable colle fabriquée par les champignons (attention donc aux fongicides). Son efficacité peut être testée lors d'un "slake-test". En effet, il est possible de voir qu'un sol qui en est dépourvu et immergé dans l'eau, est instable et passe à travers un grillage en quelques minutes. A contrario un sol qui en est pourvu reste intact des heures (une stabilité atteignant  6 jours aurait été observée dans une étude publiée).

## Symptômes
La battance se traduit par le colmatage, souvent visible à l'œil nu, de la porosité de la partie superficielle du sol, qui s'oppose à l'infiltration de l'eau, à la circulation de l'air, et favorise l'érosion hydrique. La stagnation anormale d'eau, la présence d'une fine croûte sont des indices de battance.
La surface brillante et continue est l’indice de la réorganisation qui conduit à la mauvaise infiltration de l’eau. L’image de ces sols est bien souvent celle qui est proposée pour illustrer le réchauffement climatique.

## Impacts
La battance freine la circulation de l'eau et de l'air dans le sol, au détriment de sa vie biologique et de la croissance végétale. Elle augmente et contrarie la levée des plantules et adventices, lorsque la croûte se forme entre le semis et la germination. De plus, elle accentue le phénomène d'érosion, en favorisant le ruissellement au détriment de l'infiltration de l'eau.
La battance d'un sol sous l'action de la pluie et du ruissellement peut conjuguer le départ de particules en surface dans les zones hautes et le colmatage de la structure du sol par apport des particules convoyées par le ruissellement dans les zones basses d'une parcelle.
Du fait de la forte perturbation du niveau de stockage d'eau dans le sols, elle modifie fortement les conditions thermohygrométriques de la strate herbacée et l'albédo du sol.
A noter que la perturbation climatique associée sera proportionnelle à la surface concernée. Elle pourra atteindre des parcelles, un terroir, une région ou des surfaces encore plus larges. C’est le cas au Maroc, par exemple, ou la structure limoneuse associée à la perte de matière organique engendre une battance systématique de très large échelle. Le ruissellement engendré, provoque d’importants emports de sédiments suffisants pour combler les barrages dont s'était doté le pays.

## Prévention et remédiation
Pour lutter contre la battance des sols, après un diagnostic affiné (qui nécessite souvent de creuser une fosse pédologique), il convient de reconstituer un stock de matière organique suffisant dans le sol. Ceci peut se faire par la restitution au sol des résidus de culture, l'implantation d'engrais verts, l'installation d'une jachère vraie, d'un apport significatif de compost et/ou de bois raméal fragmenté… Il est également possible de jouer sur le pH et sur la teneur en calcium échangeable. Il convient aussi — préventivement — de ne pas cultiver ou surpiétiner des terres limoneuses trop fines, surtout sur les pentes, en y entretenant toujours un couvert végétal (pouvant supporter des fauches et un pâturage extensif). Les cultures en interrang large (ex. : maïs) favorisent la battance, de même que le labour et le maintien de sols nus sur de longues périodes. Il est conseillé de ne pas travailler trop finement les sols sensibles à la battance, ce qui implique de ne pas travailler des sols secs (formation de terre fine), et de laisser des mottes en surface.
La suppression du labour ou du travail du sol en général, permet de réduire considérablement le phénomène de battance. Les gains proviendront de multiples facteurs:
- Le semis sous couvert végétal, ou  l'accumulation des résidus végétaux à la surface du sol permet d’en assurer une protection. En effet, la couverture permet d’intercepter les gouttes de pluie et de  réduire leur énergie cinétique (force liée au poids et à la vitesse, cf fig 3[9]). Selon le Pr Olivier Husson du CIRAD (expert de la culture en contexte semi aride), l'expérience de terrain démontre que 500 kg de paille laissés en surface à l’hectare ont déjà un effet significatif. A noter que le broyage des pailles permet d'augmenter l'efficacité en induisant une surface supérieur à poids équivalant  (et permet en plus un meilleur albédo).

- La conservation des galeries verticales et continues sur le profil de sol, créés par le vivant, permettent d’acheminer et d’infiltrer l’eau dans des zones inatteignables par les gouttes de pluie. Et donc, même si le sol venait à être battu, la présence de vers de terre et surtout de leurs galeries [10](ou celles des fourmis ou laissées par des racines décomposées) permettront de conserver un niveau d'infiltration correct et ainsi de permettre à l'eau de recharger le sol et in fine les nappes, de limiter les crues même si le sol est battu. Ainsi, leur présence  permettra aussi de limiter les sécheresses éclairs, donc les canicules, et le réchauffement climatique (sans eau pas de médiation climatique par évapotranspiration).
- la conservation de populations de vers de terre intacte (un ver de terre coupé en deux donne moins d'un ver de terre), et de la nourriture qui leur est nécessaire.
- La conservation du taux de matière organique du sol (réduction de l’oxydation du carbone en CO2 par réduction de la surface exposée à l’oxygène) et sa focalisation en surface qui, on l'a vu, est la garantie de la réduction de la vulnérabilité à la battance.
- la conservation de la glomaline, qui stabilise les constituants. Elle est d’autant plus sensible à l’oxydation qu’un polymère possède une performance étroitement liée à la longueur de ses chaînes moléculaires.
- la capacité à conserver une activité de photosynthèse continue, gage d’une plus longue période de captation de CO2, et donc d’accumulation de matière organique dans le sol, mais aussi d’exploration racinaire (les pores verticaux et continus sont les seuls pores efficaces pour la gestion correcte de l’eau dans un sol. Comme le découvre et souligne Lionel Alletto INRAE[11] dans le cadre de l'étude BAGGAGE[12].

L’INRAE s'est intéressé à l’impact des pratiques culturales sur l’infiltration (Lionel Alletto dont voici un support de présentation "Pratiques et Systèmes Agroécologiques & Gestion quantitative et qualitative de l’Eau", Il existe des publications, mais aussi des vidéos ou il présente ses travaux, réalisés notamment dans le cadre de l’étude BAG'AGES). Cette étude doit se poursuivre pour s’intéresser plus particulièrement à l’effet de l’intensité de la pluviométrie, mais demande la réalisation de dispositifs d'aspersion dédiés à l’étude in situ.
De très nombreuses vidéos d'un petit montage venu des Etats Unis, permettent de visualiser les performances de vrais sols juxtaposés sous un dispositif d'aspersion ("Rainfall Simulator").

## Une modélisation climatique du phénomène défaillante
Jusqu’à fin 2023, le phénomène qui pourrait être qualifié de “run-off de réservoir vide”, est absent à minima des modèles français (pourtant réputés parmi les plus performants et dont les performances de prédiction des débits de rivière ont largement été améliorées pour la version 6 ) (Voir le manuel technique de Surfex ). De même la notion de battance des sols ou "soil stability" en anglais est quasi absente des rapports du GIEC jusqu'à la version 6.
Le climat d’un territoire est étroitement lié à l'humidité des sols et donc à leur capacité de gestion de l’eau. Les modes d’impacts sont multiples car l’eau conditionne le climat de multiples manières. De plus, compte tenu des phénomènes de rétroaction climatique, l’impact pourra avoir un caractère exponentiel (augmenter l'humidité d’un sol induit une augmentation des probabilités de précipitations). Les spécialistes du climat parlent de notion de couplage du système sol-atmosphère, et de couplage climatique humide. En gros quand il a plu, il y a beaucoup plus de chance qu'il puisse pleuvoir à nouveau, jusqu'à ce que le stock d'eau ai été consommé. A l'automne la saison des pluies reprend quoi qu'il en soit, avec plus ou moins de retard et de violence en fonction de l'accumulation de chaleur dans les sols et les océans du fait de l'interruption).
- En premier lieu, la présence d’eau permet d’entretenir l'évapotranspiration (évaporer 1 kg d’eau permet d’évacuer localement 2250 KJoules). Ce phénomène est une des composantes de la médiation climatique dont on parle souvent pour les villes.
- La teneur en eau du sol va affecter la quantité et la qualité des nuages (modification du bilan radiatif) . En effet, former les nuages les plus épais et les plus refroidissants (dits de basse altitude, qui apparaissent gris car ils réfléchissent les rayons du soleil) nécessite plus d’eau que de former un nuage de haute altitude qui possède un caractère réchauffant. (effet de la variation de la réserve utile d’un sol (par variation de texture) sur l’ennuagement [18] , la modélisation des nuages reste la principale source de variabilité des modèles climatiques[19])

- L’eau est aussi un gaz à effet de serre, et ce tant qu'elle est présente dans l’atmosphère et qu' elle n’a pas condensée pour former un nuage ou de la rosée.

La battance est bien sûr prise en compte dans une certaine mesure, puisque les modèles sont calibrés afin de produire des débits de rivière réalistes. Mais alors que la FAO insiste sur la part croissante de sols dégradés au niveau mondial (“33 % des sols terrestres sont déjà dégradés et plus de 90 % pourraient l’être d’ici 2050 (FAO et ITPS, 2015 ; IPBES, 2018 )”), la modélisation reste statique face à cette dégradation continue et à la hausse de propension à la battance induite par les réductions du taux de matière organique de surface, de glomaline, de vers de terre (et autres organismes de la macrofaune) et à la disparition des couvertures végétales.